# Kerivoula agnella
Kerivoula agnella (Thomas, 1908) è un pipistrello della famiglia dei Vespertilionidi endemico di alcune isole vicino alla Nuova Guinea.

## Descrizione

### Dimensioni
Pipistrello di piccole dimensioni, con la lunghezza della testa e del corpo tra 42 e 44 mm, la lunghezza dell'avambraccio tra 34,5 e 38 mm, la lunghezza della coda di 48 mm, la lunghezza del piede di 10 mm, la lunghezza delle orecchie tra 13 e 15 mm.

### Aspetto
La pelliccia è lunga, lanosa e si estende dorsalmente sugli avambracci e le zampe. Le parti dorsali sono bruno-grigiastre chiare con la base dei peli marrone scura e la punta bruno-giallastra, mentre le parti ventrali sono marrone scuro con le punte dei peli marroni chiare. Il muso è lungo, appuntito e nascosto nel denso pelame facciale. Gli occhi sono piccolissimi. Le orecchie sono ben separate tra loro, a forma di imbuto, con una concavità sul bordo posteriore appena sotto la punta. Il trago è lungo e lanceolato. La lunga coda è completamente inclusa nell'ampio uropatagio, il quale ha il margine libero frangiato di peli sparsi.

## Biologia

### Alimentazione
Si nutre di insetti raccolti sulla vegetazione.

## Distribuzione e habitat
Questa specie è conosciuta soltanto sulle isole di Tagula, Misima dell'arcipelago Louisiade e Fergusson delle Isole di D'Entrecasteaux, tutte situate nella parte sud-orientale della Nuova Guinea.
Vive nelle foreste tropicali di pianura e foreste collinari fino a 700 metri di altitudine.

## Conservazione
La IUCN Red List, considerata la mancanza di informazioni recenti circa le sue minacce, lo stato della popolazione e i requisiti ecologici, classifica K.agnella come specie con dati insufficienti (DD).